# Анна Затушевська
Анна Затушевська (рум. Anna Zatuşevscaia; нар. 12 березня 1995) — молдовська футболістка, воротар.

## Клубна кар'єра
Виступала за «Глорію» (Єдинці), у складі цього клубу 2011 році ставала найкращою футболісткою Молдови 2011 року. Потім грала за «Голіадор/ШС 14», у футболці якої в Лігзі чемпіонів дебютувала 8 серпня 2013 року в програному (0:6) поєдинку кваліфікаційного раунду проти тель-авівського АСА.
Напередодні старту сезону 2014 року приєдналася до уманського клубу «Ятрань-Берестівець». У чемпіонаті України дебютувала 18 квітня 2014 року в переможному (1:0) домашньому поєдинку 1-о туру проти костопільської «Родини». Анна вийшла на поле в стартовому складі та відіграла увесь матч. У вищій лізі чемпіонату України зіграла 12 матчів, ще 12 поєдинків відіграла в зимовій першості України. По завершенні зимового чемпіонату України 2015 року залишила український клуб.
Потім повернулася до Молдови, де виступала за «Норок». З 2017 року виступає в Румунії, де грала в клубі «Хінеу».

## Кар'єра в збірній
З юних років захищала кольори Молдови на міжнародному рівні. У футболці дівочої збірної Молдови WU-17 дебютувала 15 жовтня 2010 року в програному (0:6) кваліфікації чемпіонату Європи проти одноліток Данії. Затушевська вийшла на поле в стартовому складі та відіграла увесь матч. У складі дівочої збірної України WU-17 зіграла 6 матчі
У футболці молодіжної збірної України WU-19 дебютувала 17 вересня 2011 року в програному (0:4) матчі проти Швейцарії. Анна вийшла на поле в стартовому складі та відіграла увесь матч. З 2011 по 2013 рік зіграла 8 матчів за команду WU-19.
У футболці національної збірної дебютувала 4 квітня 2015 року в переможному (2:0) домашньому матчі чемпіонаті Європи проти Литви. Анна вийшла на поле в стартовому складі та відіграла увесь матч.

## Досягнення
«Норок»
- Чемпіонат Молдови
  -  Чемпіон (1): 2016/17